# Universidades Aliadas por los Medicamentos Esenciales
Universidades Aliadas por los Medicamentos Esenciales (UAEM, por sus siglas en inglés) es una organización estudiantil que busca mejorar el acceso a medicamentos en los países en vías de desarrollo y aumentar la investigación y desarrollo de medicamentos para las enfermedades tropicales olvidadas (del inglés, Neglected Tropical Diseases, NTDs).
UAEM está formada por grupos de estudiantes y profesores de todo el mundo para coordinar los esfuerzos para mejorar la investigación, la concesión de licencias y patentes y la toma de decisiones por las universidades. 
UAEM reúne a expertos en materia de propiedad intelectual, transferencia de tecnología,  I + D (investigación y desarrollo), y la prestación de asistencia sanitarias en entornos de escasos recursos, con el fin de construir nuevos enfoques creativos para mejorar el desarrollo y la entrega de bienes públicos de salud. Hasta la fecha, UAEM ha convocado a varios equipos de expertos para la redacción de las licencias de innovación y otros documentos de políticas de transferencia de innovación que las universidades pueden utilizar para mejorar su eficacia en la mejora de la salud pública mundial ". [1]

## Global health Impact Report Card
El 4 de abril de 2013, UAEM presentó la primera Global Health Impact Report Card de las Universidades de Norteamérica:.[2] El objetivo de este informe era evaluar las licencias y políticas de transferencia de innovación socialmente responsable, es decir, qué universidades habían incluidos en sus estatutos alguna normativa que garantice que la investigación y la innovación biomédica es un bien común. La comisión de UAEM encargada de este estudio evaluó a 54 instituciones en los Estados Unidos y Canadá. Como conclusión, publicó una serie de recomendaciones para mejorar la trazabilidad de los descubrimientos científicos en biomedicina de esas universidades, para garantizar en último término que benefician al conjunto de la sociedad y no sólo intereses privados.[3]

## UAEM en el mundo (los “Chapters”)
UAEM nació en la Universidad de Yale, pero actualmente es una red de estudiantes en todo el mundo[4]
- Université de Bordeaux (France)
- Science Po Nancy[4]
- Université de Genève (Suisse)
- Université de Lausanne (Suisse)
- Université de Fribourg (Suisse)
- Université de Bâle (Suisse)
- American University
- Binghamton University
- Boston University
- Case Western Reserve University
- Central Michigan University
- Columbia University
- Charite Berlin (Allemagne)
- Cornell University
- Dartmouth College
- Duke University
- Emory University
- Florida State University College of Law
- Harvard University
- Heidelberg University (Allemagne)
- Indiana University
- Jefferson Medical College
- Johns Hopkins University
- Ludwig Maximilian University of Munich (Allemagne)
- Maastricht University
- McGill University
- Medical University of Vienna (Autriche)
- New York Law School
- Norwegian University of Science and Technology (Norvège)
- Queen's University
- Rush Medical School
- Saint Michael’s College
- Stanford University
- Tri-I (Weill Cornell/Rockefeller/Sloan Kettering)
- Tufts University
- University of Alberta
- University of Bergen (Norvège)
- University of Bristol (Royaume-Uni)
- University of British Columbia
- University of California - Berkeley
- University of California - Irvine
- University of California - Los Angeles
- University of California - San Diego
- University of Chicago
- University of Cincinnati
- University of Edinburgh
- University of Florida
- University of Groningen
- University of Illinois, Chicago
- University of Manitoba
- University of Maryland
- University of Massachusetts
- University of Michigan-Ann Arbor
- University of North Carolina - Chapel Hill
- University of Oslo (Norway)
- University of Pennsylvania
- University of Southern California
- University of Toronto
- University of Utrecht
- University of Vermont
- University of Washington
- University of Western Australia (Australie)
- University of Wisconsin
- Universidad Nacional De Córdoba (Argentina)
- Universidad Nacional de Colombia (Colombia)
- Universidad Externado de Colombia (Colombia)
- Washington University in St. Louis
- Wesleyan University
- Wright State Boonshoft School of Medicine
- WWU Münster (Allemagne)
- Yale University